# Hóquei no gelo na Universíada de Inverno de 2011
As competições de hóquei no gelo na Universíada de Inverno de 2011 foram disputadas no Ginásio Palandoken e na Arena Provisória 1 em Erzurum, Turquia entre 26 de janeiro e 7 de fevereiro de 2010. Pela primeira vez as 12 vagas do torneio masculino foram preenchidas, enquanto seis equipes participaram do torneio feminino.

## Calendário
| Hóquei no gelo | Janeiro | Janeiro | Janeiro | Janeiro | Janeiro | Janeiro | Fevereiro | Fevereiro | Fevereiro | Fevereiro | Fevereiro | Fevereiro |
| Hóquei no gelo | 26      | 27      | 28      | 29      | 30      | 31      | 01        | 02        | 03        | 04        | 05        | 06        |
| -------------- | ------- | ------- | ------- | ------- | ------- | ------- | --------- | --------- | --------- | --------- | --------- | --------- |
| Masculino      |         |         |         |         |         |         |           |           |           |           |           | 1         |
| Feminino       |         |         |         |         |         |         |           |           |           |           | 1         |           |

|  | Treino não oficial |  | Treino oficial |  | Dia de competição |  | Dia de final |

## Medalhistas
Esses foram os medalhistas:
| Evento    | Ouro | Prata | Bronze |
| --------- | --- | --- | --- |
| Masculino | RUS Rússia Yaroslav Alshevskiy Emil Garipov Vladimir Zhmaev Ayrat Ziazov Andrey Sergeev Vyacheslav Seluyanov Rafael Akhmetov Egor Yakovlev Denis Golubev Sergey Belokon Sergey Salnikov Sergey Zuborev Stanislav Golovanov Nikolay Lukyanchikov Vasily Tokranov Evgeniy Orlov Anton Lazarev Evgeny Belukhin Maxim Segeev Marat Valiullin Alexander Sumin | BLR Bielorrússia Artsiom Demkov Kiryl Brykun Yauheni Khuzeyeu Dzmitry Shumski Evgeniy Nogachev Ilya Kaznadzei Aliaksandr Kitarau Aliaksandr Kachan Ilia Shinkevitch Vitali Bialinski Aleh Haroshka Roman Alekseev Mikalai Susla Stepan Goryachevskikh Ivan Miadzel Aliaksandr Paulovich Pavel Razvadouski Aliaksandr Siomachkin Rustam Azimau Andrei Kolasau Ihar Shvedau Mikhail Kharamanda | CAN Canadá Keaton Turkiewicz Yashar Farmanara Evan Vossen Anthony Grieco Scott Aarssen Brandon MacLean Mathieu Methot Tim Priamo Matt Caria Ryan Adam Berard Jim Watt Thomas Kiriakou Chris Ray Maxime Langelier-Parent Jean-Michel Rizk Jordan Smith Dominic Jalbert Francis Charland Kyle Sonnenburg Marc Andre Dorion Kevin Baker Geoff Killing                                     |
| Feminino  | CAN Canadá Candice Styles Marieve Provost Erin Lally Andrea Boras Kim Deschenes Beth Clause Breanne George Kelsey Webster Andrea Ironside Alicia Martin Liz Knox Jessica Zerafa Caroline Hill Ellie Seedhouse Jacalyn Sollis Ann-Sophie Bettez Suzanne Fenerty Courtney Unruh Jocelyn Leblanc Jenna Downey Addie Miles                                   | FIN Finlândia Jutta Stoltenberg Sari Kärnä Anne Helin Linda Selkee Susanna Niemela Mari Alina Ahvensalmi Anna Vanhatalo Hanna-Riikka Turpeinen Venla Hovi Essi Hallvar Krista Rahunen Salla Korhonen Saara Touminen Annina Rajahuhta Annukka Kinisjärvi Tiina Saarimäki Johanna Juutilainen Anne Tuomanen                                                                                    | SVK Eslováquia Zuzana Tomčíková Monika Kvaková Barbora Kežmarská Anna Džurňáková Martina Veličková Nikola Gápová Katarína Bernátová Slavomíra Štofaníková Martina Staroňová Katarína Výbošťoková Veronika Kašperová Iveta Karafiátová Petra Jurčová Jana Štofaníková Veronika Čerňanová Petra Pravlíková Mária Herichová Barbora Brémová Lenka Krajňáková Elena Bučková Janka Čulíková |

## Quadro de medalhas
| Ordem | País             | Medalha de ouro | Medalha de prata | Medalha de bronze |   |
| ----- | ---------------- | --------------- | ---------------- | ----------------- | - |
| 1     | CAN Canadá       | 1               |                  | 1                 | 2 |
| 2     | RUS Rússia       | 1               |                  |                   | 1 |
| 3     | BLR Bielorrússia |                 | 1                |                   | 1 |
| 3     | FIN Finlândia    |                 | 1                |                   | 1 |
| 5     | SVK Eslováquia   |                 |                  | 1                 | 1 |
| TOTAL | TOTAL            | 2               | 2                | 2                 | 6 |

## Torneio masculino

### Fase preliminar
Grupo A
| Pos. | Equipe      | Jogos | Jogos | Jogos | Jogos | Pts | P | V | VO | DO | D | GP | GC | SG  |
| Pos. | Equipe      | RUS   | JPN   | CZE   | TUR   | Pts | P | V | VO | DO | D | GP | GC | SG  |
| ---- | ----------- | ----- | ----- | ----- | ----- | --- | - | - | -- | -- | - | -- | -- | --- |
| 1    | RUS Rússia  | —     | 3–2   | 5–1   | 26–0  | 9   | 3 | 3 | 0  | 0  | 0 | 34 | 3  | +31 |
| 2    | JPN Japão   | 2–3   | —     | 2–1   | 18–0  | 5   | 3 | 1 | 1  | 0  | 1 | 22 | 4  | +18 |
| 3    | CZE Chéquia | 1–5   | 1–2   | —     | 16–0  | 4   | 3 | 1 | 0  | 1  | 1 | 18 | 7  | +11 |
| 4    | TUR Turquia | 0–26  | 0–18  | 0–16  | —     | 0   | 3 | 0 | 0  | 0  | 3 | 0  | 60 | -60 |

Grupo B
| Pos. | Equipe            | Jogos | Jogos | Jogos | Jogos | Pts | P | V | VO | DO | D | GP | GC | SG  |
| Pos. | Equipe            | BLR   | CAN   | SLO   | KOR   | Pts | P | V | VO | DO | D | GP | GC | SG  |
| ---- | ----------------- | ----- | ----- | ----- | ----- | --- | - | - | -- | -- | - | -- | -- | --- |
| 1    | BLR Bielorrússia  | —     | 3–2   | 5–1   | 8–1   | 8   | 3 | 2 | 1  | 0  | 0 | 16 | 4  | +12 |
| 2    | CAN Canadá        | 2–3   | —     | 9–0   | 3–2   | 7   | 3 | 2 | 0  | 1  | 0 | 14 | 5  | +9  |
| 3    | SLO Eslovênia     | 1–5   | 0–9   | —     | 10–2  | 3   | 3 | 1 | 0  | 0  | 2 | 11 | 16 | -5  |
| 4    | KOR Coreia do Sul | 1–8   | 2–3   | 2–10  | —     | 0   | 3 | 0 | 0  | 0  | 3 | 5  | 21 | -16 |

Grupo C
| Pos. | Equipe             | Jogos | Jogos | Jogos | Jogos | Pts | P | V | VO | DO | D | GP | GC | SG  |
| Pos. | Equipe             | KAZ   | SVK   | USA   | ESP   | Pts | P | V | VO | DO | D | GP | GC | SG  |
| ---- | ------------------ | ----- | ----- | ----- | ----- | --- | - | - | -- | -- | - | -- | -- | --- |
| 1    | KAZ Cazaquistão    | —     | 2–6   | 5–0   | 2–0   | 6   | 2 | 2 | 0  | 0  | 1 | 9  | 6  | +3  |
| 2    | SVK Eslováquia     | 6–2   | —     | 3–7   | 8–1   | 6   | 3 | 2 | 0  | 0  | 1 | 17 | 10 | +7  |
| 3    | USA Estados Unidos | 0–5   | 7–3   | —     | 4–1   | 6   | 3 | 2 | 0  | 0  | 1 | 11 | 9  | +2  |
| 4    | ESP Espanha        | 0–2   | 1–8   | 1–4   | —     | 0   | 3 | 0 | 0  | 0  | 3 | 2  | 14 | -12 |

### Fase final

#### Final
|  | Quartas-de-final   | Quartas-de-final           |                  |            | Semifinais                   | Semifinais                   |  |  | Disputa da medalha de ouro | Disputa da medalha de ouro |
|  |                    |                            |                  |            |                              |                              |  |  |                            |                            |
|  | Relatório          |                            |                  |            |                              |                              |  |  |                            |                            |
|  |                    |                            |                  |            |                              |                              |  |  |                            |                            |
|  | KAZ Cazaquistão    | 5                          |                  |            |                              |                              |  |  |                            |                            |
|  | KAZ Cazaquistão    | 5                          | Relatório        |            |                              |                              |  |  |                            |                            |
|  | JPN Japão          | 1                          |                  |            |                              |                              |  |  |                            |                            |
|  | JPN Japão          | 1                          | KAZ Cazaquistão  | 1          |                              |                              |  |  |                            |                            |
|  | Relatório          |                            | KAZ Cazaquistão  | 1          |                              |                              |  |  |                            |                            |
|  |                    | BLR Bielorrússia           | 3                |            |                              |                              |  |  |                            |                            |
|  | BLR Bielorrússia   | BLR Bielorrússia           | 3                | 6          |                              |                              |  |  |                            |                            |
|  | BLR Bielorrússia   |                            | Relatório        | 6          |                              |                              |  |  |                            |                            |
|  | USA Estados Unidos | 3                          |                  |            |                              |                              |  |  |                            |                            |
|  | USA Estados Unidos | 3                          | BLR Bielorrússia | 0          |                              |                              |  |  |                            |                            |
|  | Relatório          |                            | BLR Bielorrússia | 0          |                              |                              |  |  |                            |                            |
|  |                    | RUS Rússia                 | 1                |            |                              |                              |  |  |                            |                            |
|  | CAN Canadá         | RUS Rússia                 | 1                | 9          |                              |                              |  |  |                            |                            |
|  | CAN Canadá         | Relatório[ligação inativa] |                  | 9          |                              |                              |  |  |                            |                            |
|  | SVK Eslováquia     | 1                          |                  |            |                              |                              |  |  |                            |                            |
|  | SVK Eslováquia     | 1                          | CAN Canadá       | 2          | Disputa da medalha de bronze | Disputa da medalha de bronze |  |  |                            |                            |
|  | Relatório          |                            | CAN Canadá       | 2          | Disputa da medalha de bronze | Disputa da medalha de bronze |  |  |                            |                            |
|  |                    | RUS Rússia                 | 4                |            |                              |                              |  |  |                            |                            |
|  | RUS Rússia         | RUS Rússia                 | 4                | 6          | KAZ Cazaquistão              | 1                            |  |  |                            |                            |
|  | RUS Rússia         |                            |                  | 6          | KAZ Cazaquistão              | 1                            |  |  |                            |                            |
|  | CZE Chéquia        | 1                          |                  | CAN Canadá | 3                            |                              |  |  |                            |                            |
|  | CZE Chéquia        | 1                          |                  |            | 3                            |                              |  |  |                            |                            |
|  |                    |                            |                  |            |                              |                              |  |  | Relatório                  |                            |
|  |                    |                            |                  |            |                              |                              |  |  |                            |                            |

#### Disputa do 5º ao 8º lugar
|  | Semifinais         | Semifinais     |   |             | Disputa do 5º e 6º lugar | Disputa do 5º e 6º lugar |  |
|  |                    |                |   |             |                          |                          |  |
|  | Relatório          |                |   |             |                          |                          |  |
|  | JPN Japão          | 3              |   |             |                          |                          |  |
|  | USA Estados Unidos | 5              |   |             |                          |                          |  |
|  |                    |                |   |             |                          |                          |  |
|  |                    |                |   |             | Relatório                |                          |  |
|  |                    |                |   |             | USA Estados Unidos       | 3                        |  |
|  |                    | SVK Eslováquia | 4 |             |                          |                          |  |
|  |                    |                |   |             |                          |                          |  |
|  |                    |                |   |             |                          |                          |  |
|  |                    |                |   |             | Disputa do 7º e 8º lugar |                          |  |
|  | Relatório          | Relatório      |   | Relatório   | Relatório                |                          |  |
|  | SVK Eslováquia     | 3              |   | CZE Chéquia | 3                        |                          |  |
|  | CZE Chéquia        | 2              |   |             | JPN Japão                | 2                        |  |

#### Disputa do 9º ao 12º lugar
|  | Semifinais                                                     | Semifinais  |   |             | Disputa do 9º e 10º lugar                                      | Disputa do 9º e 10º lugar |  |
|  |                                                                |             |   |             |                                                                |                           |  |
|  | Relatório                                                      |             |   |             |                                                                |                           |  |
|  | SLO [[Eslovênia na Universíada de Inverno de 2011\|Eslovênia]] | 11          |   |             |                                                                |                           |  |
|  | TUR Turquia                                                    | 1           |   |             |                                                                |                           |  |
|  |                                                                |             |   |             |                                                                |                           |  |
|  |                                                                |             |   |             | Relatório                                                      |                           |  |
|  |                                                                |             |   |             | SLO [[Eslovênia na Universíada de Inverno de 2011\|Eslovênia]] | 8                         |  |
|  |                                                                | ESP Espanha | 0 |             |                                                                |                           |  |
|  |                                                                |             |   |             |                                                                |                           |  |
|  |                                                                |             |   |             |                                                                |                           |  |
|  |                                                                |             |   |             | Disputa do 11º e 12º lugar                                     |                           |  |
|  | Relatório                                                      | Relatório   |   | Relatório   | Relatório                                                      |                           |  |
|  | ESP [[Espanha na Universíada de Inverno de 2011\|Espanha]]     | 5           |   | TUR Turquia | 1                                                              |                           |  |
|  | KOR Coreia do Sul                                              | 4           |   |             | KOR Coreia do Sul                                              | 4                         |  |

### Classificação final
| Pos.    | Equipe             |
| ------- | ------------------ |
| Ouro.   | RUS Rússia         |
| Prata.  | BLR Bielorrússia   |
| Bronze. | CAN Canadá         |
| 4       | KAZ Cazaquistão    |
| 5       | SVK Eslováquia     |
| 6       | USA Estados Unidos |
| 7       | CZE Chéquia        |
| 8       | JPN Japão          |
| 9       | SLO Eslovênia      |
| 10      | ESP Espanha        |
| 11      | KOR Coreia do Sul  |
| 12      | TUR Turquia        |

## Torneio feminino

### Fase preliminar
Grupo único
| Pos. | Equipe             | Jogos | Jogos                | Jogos                | Jogos | Jogos | Jogos | Pts | P | V | VO | DO | D | GP | GC | SG  |
| Pos. | Equipe             | CAN   | FIN                  | SVK                  | USA   | GBR   | TUR   | Pts | P | V | VO | DO | D | GP | GC | SG  |
| ---- | ------------------ | ----- | -------------------- | -------------------- | ----- | ----- | ----- | --- | - | - | -- | -- | - | -- | -- | --- |
| 1    | CAN Canadá         | —     | 2–1                  | 3–0                  | 9–0   | 14–0  | 11–0  | 14  | 5 | 4 | 1  | 0  | 0 | 39 | 1  | +38 |
| 2    | FIN Finlândia      | 1–2   | —                    | 7–0[ligação inativa] | 3–1   | 6–0   | 32–0  | 13  | 5 | 4 | 0  | 1  | 0 | 49 | 3  | +46 |
| 3    | SVK Eslováquia     | 0–3   | 0–7[ligação inativa] | —                    | 5–1   | 8–0   | 20–0  | 9   | 5 | 3 | 0  | 0  | 2 | 33 | 11 | +22 |
| 4    | USA Estados Unidos | 0–9   | 1–3                  | 1–5                  | —     | 8–1   | 15–0  | 6   | 5 | 2 | 0  | 0  | 3 | 25 | 18 | +7  |
| 5    | GBR Grã-Bretanha   | 0–14  | 0–6                  | 0–8                  | 1–8   | —     | 10–0  | 3   | 5 | 1 | 0  | 0  | 4 | 11 | 36 | -25 |
| 6    | TUR Turquia        | 0–11  | 0–32                 | 0–20                 | 0–15  | 0–10  | —     | 0   | 5 | 0 | 0  | 0  | 5 | 0  | 88 | -88 |

### Fase final

#### Final
|  | Semifinais         | Semifinais |   |                | Disputa da medalha de ouro   | Disputa da medalha de ouro |  |
|  |                    |            |   |                |                              |                            |  |
|  | Relatório          |            |   |                |                              |                            |  |
|  | FIN Finlândia      | 5          |   |                |                              |                            |  |
|  | SVK Eslováquia     | 1          |   |                |                              |                            |  |
|  |                    |            |   |                |                              |                            |  |
|  |                    |            |   |                | Relatório                    |                            |  |
|  |                    |            |   |                | FIN Finlândia                | 1                          |  |
|  |                    | CAN Canadá | 4 |                |                              |                            |  |
|  |                    |            |   |                |                              |                            |  |
|  |                    |            |   |                |                              |                            |  |
|  |                    |            |   |                | Disputa da medalha de bronze |                            |  |
|  | Relatório          | Relatório  |   | Relatório      | Relatório                    |                            |  |
|  | CAN Canadá         | 8          |   | SVK Eslováquia | 3                            |                            |  |
|  | USA Estados Unidos | 1          |   |                | USA Estados Unidos           | 1                          |  |

#### Disputa do 5º e 6º lugar
|  | Disputa do 5º e 6º lugar |    |
|  |                          |    |
|  | GBR Grã-Bretanha         | 10 |
|  | TUR Turquia              | 0  |

### Classificação final
| Pos.    | Equipe             |
| ------- | ------------------ |
| Ouro.   | CAN Canadá         |
| Prata.  | FIN Finlândia      |
| Bronze. | SVK Eslováquia     |
| 4       | USA Estados Unidos |
| 5       | GBR Grã-Bretanha   |
| 6       | TUR Turquia        |